# Канпјо (ера)
Канпјо (寛平 Канбјо, Канпеи, Канбеи), читас е још и Кампјо је јапанска ера (ненко) која је наступила после Нина и пре Шотаи ере. Временски је трајала од априла 889. до априла 898. године и припадала је Хејан периоду. Владајући цареви били су Уда и Даиго.

## Важнији догађаји Канпјо ере
- 889. (Канпјо 1, десети месец): Бивши цар Јозеи, за кога се сматра да је боловао од менталних болести, дошао је у палату и бахато се понашао са дворјанима које је успут срео. У бесу је жицама музичких инструмената задавио неколико жена а тела бацио у језеро. Док је јахао на коњу усмеравао је животињу на људе а неретко би само нестајао из јавности у планину где би јурио вепрове и јелене.[3]
- 4. август 897. (Канпјо 9, трећи дан седмог месеца): Цар Уда се повлачи са трона а наследник је његов најстарији син.[4][5]
- 6. август 897. (Канпјо 9, пети дан седмог месеца): Цар Даиго ступа на трон.[6][7]